# Ancoz
Ancoz ist der in der Fachliteratur gebräuchliche Name einer antiken Siedlung, die am Atatürk-Stausee auf dem Gebiet der heutigen Türkei lag. Sie lag beim heutigen Dorf Eskitaş und ist nach dem früheren Namen des Ortes benannt.

## Lage
Die antike Siedlung, deren Name unbekannt ist, lag in der Kommagene, nördlich des Euphrat, am Chabinas (heute: Cendere Çayı), gegenüber der antiken Stadt Charmodara. Beim Hügel, wo sich die Akropolis befand, entspringen zwei ergiebige Quellen. Die Stätte liegt heute unter dem Wasserspiegel des Atatürk-Stausees, der Akropolishügel ist von der Überflutung verschont geblieben.

## Bedeutung
Ancoz war in neohethitischer Zeit (1200–700 v. Chr.) ein Heiligtum mit Weihinschriften der Könige Suppiluliuma und seines Sohnes Hattusili, wo die Gottheiten Runtiya und Ala-Kubaba verehrt wurden. Später ließ der kommagenische König Antiochos I. Theos (69–36 v. Chr.) ein Heiligtum für den Königskult einrichten, wovon mehrere hier gefundene griechische Inschriften zeugen. Dieses gehörte zu einer Reihe ähnlicher Heiligtümer desselben Königs, von denen das bedeutendste auf dem von Ancoz aus gut sichtbaren Nemrut Dağı lag.
Die hieroglyphen-luwischen Inschriften Ancoz 1 (Unterteil), Ancoz 5, 7, 8, 9 und 10 befinden sich im Archäologischen Museum Adıyaman, das Oberteil von Ancoz 1 in Adana, bei den übrigen ist der Verbleib unbekannt.